# Kalbsrieth
Kalbsrieth är en kommun och ort i Kyffhäuserkreis i förbundslandet Thüringen i Tyskland.
Kommunen ingår i förvaltningsgemenskapen Artern tillsammans med kommunerna Borxleben, Gehofen, Mönchpfiffel-Nikolausrieth, Reinsdorf och Artern.